# Salettes, Drôme
Salettes är en kommun i departementet Drôme i regionen Auvergne-Rhône-Alpes i sydöstra Frankrike. Kommunen ligger i kantonen Dieulefit som tillhör arrondissementet Nyons. År 2022 hade Salettes 143 invånare.

## Befolkningsutveckling
Antalet invånare i kommunen Salettes
Referens:INSEE